# パドリア
パドリア（イタリア語: Padria）は、イタリア共和国サルデーニャ自治州サッサリ県にある、人口約600人の基礎自治体（コムーネ）。

## 地理

### 位置・広がり

#### 隣接コムーネ
隣接するコムーネは以下の通り。括弧内のORはオリスターノ県所属を示す。
- ボーザ (OR)
- コッソイーネ
- マーラ
- モンテレオーネ・ロッカ・ドリーア
- ポッツォマッジョーレ
- ロマーナ
- ヴィッラノーヴァ・モンテレオーネ